# Pere Caimó i Bascós
Pere Caimó i Bascós (Sant Feliu de Guíxols, Baix Empordà, 19 d'abril de 1819 - 16 d'agost de 1878) fou un polític republicà català, diputat a Corts durant el sexenni democràtic.

## Biografia
De jovenet va viure a Puerto Rico, a la ciutat de Mayagüez, d'on en va tornar el 1853. Participà en la revolució de 1854 i fou capità de la Milícia Nacional, però el 1856 va combatre la reacció de Leopoldo O'Donnell, motiu pel qual el 1859 fou encausat i expulsat de la Milícia. Fou empresonat per participar en les diverses conspiracions de 1867 i l'alliberaren després de la revolució de 1868, amb el triomf de la qual fou nomenat alcalde de Sant Feliu de Guíxols.
Aleshores es va fer membre del Partit Republicà Democràtic Federal i fou elegit diputat per Girona a les eleccions generals espanyoles de 1869. Fou el representant de Girona en el Pacte de Tortosa i participà en l'aixecament dels republicans federals (Francesc Sunyer i Capdevila, Joan Déu i Ros, Josep Toribi d'Ametller i Isern) anomenat Foc de la Bisbal. Fou condemnat a mort en un consell de guerra, però finalment bandejat pel general Prim i fou substituït en l'escó per Josep Toribi d'Ametller i Isern. Es va instal·lar a Mònaco, on hi va escriure un opuscle sobre la revolta. Va tornar per a participar en la revolta de les quintes de novembre de 1872 i quan es proclamà la Primera República Espanyola fou novament escollit alcalde de Sant Feliu de Guíxols, on va organitzar la defensa dels atacs carlins. En produir-se la restauració borbònica es va exiliar novament i no va tornar a Catalunya fins al 1876.

## Obres
- Reseña histórica de los sucesos de la Villa de la Bisbal y su distrito, en la insurrección republicana-federal del mes d'octubre de 1869 (1870)